# Hancock (Michigan)
Hancock é uma cidade localizada no estado americano de Michigan, no Condado de Houghton.

## Demografia
Segundo o censo americano de 2000, a sua população era de 4323 habitantes.
Em 2006, foi estimada uma população de 4173, um decréscimo de 150 (-3.5%).

## Geografia
De acordo com o United States Census Bureau tem uma área de
7,4 km², dos quais 6,5 km² cobertos por terra e 0,9 km² cobertos por água. Hancock localiza-se a aproximadamente 346 m acima do nível do mar.

## Localidades na vizinhança
O diagrama seguinte representa as localidades num raio de 20 km ao redor de Hancock.